# Josefinum (Klagenfurt am Wörthersee)
Das Josefinum ist ein sozialpädagogisches und therapeutisches Zentrum für Kinder und Jugendliche in Viktring, dem 13. Gemeindebezirk von Klagenfurt am Wörthersee. Die Einrichtung besteht seit dem Jahr 1900.

## Geschichte
Am 21. Mai 1898 gründete die Volksschullehrerin Maria Wratisch aus Obermühlbach mit Unterstützung des Fürstbischofs Josef Kahn und des Landeshauptmanns Zeno Vinzenz von Goëss die „Kärntnerische Idiotenanstalt“, so der ursprüngliche Name. Eine Reihe von Kärntner Damen unterstützte das Projekt durch Sammlungen und Geldspenden, als Großspender trat Leopold Erdmann mit einem Betrag von 10.000 Kronen auf. Die Geldmittel ermöglichten zwei Jahre nach Gründung den Ankauf der Wegscheider-Gründe in St. Martin, damals noch eine eigenständige Gemeinde, ab 1938 der Landeshauptstadt Klagenfurt eingemeindet. Schnell wurde daraufhin der Bau errichtet und am 5. September 1900 vom Fürstbischof gesegnet. Schutzpatronin war Erzherzogin Maria Josepha, die Mutter des späteren Kaisers. Ihr zu Ehren bekam die neue Institution den Namen „Kärntnerische Idiotenanstalt Maria Josefinum“. Ein Spender gab dafür 80.000 Kronen.
Leitung des Hauses und Betreuung der Kinder wurden den Barmherzigen Schwestern des hl. Vinzenz von Paul übertragen, deren Mutterhaus sich in Zams in Tirol befindet. Zuerst wurden zehn Kinder von den Schwestern betreut und ausgebildet. Der Unterricht wurde praxisnah gestaltet, es standen eine Schneiderei, eine Schuhmacher- und eine Flechtarbeitswerkstätte zur Verfügung, jeweils von einer Fachkraft geleitet. Bereits 1903 musste ein Zubau errichtet werden. Die Stiftung von Freiplätzen ermöglichte es, eine größere Anzahl von Kindern kostenlos unterzubringen. Im Jahr 1907 war die Zahl der Zöglinge auf 53 angestiegen. Der Erste Weltkrieg brachte die erste Bewährungsprobe für das Projekt. Das Material wurde knapp und die Werkstättenleiter wurden zum Wehrdienst einberufen. In den finanziellen Wirren der Nachkriegsjahre geriet das Projekt in eine Notlage und schloss sich 1922 dem Kärntner Caritasverband an, der das Projekt unterstützte. 1936 änderte der Verein seinen Namen, er hieß nunmehr „Verein Maria Josefinum - Klagenfurt“. Geleitet wurde der Verein von einem Ausschuss, der aus sechs Damen bestand. Es folgte eine Phase des Wachstums, die jedoch durch die Annexion Österreichs im März 1938 jäh unterbrochen wurde. Am 2. Jänner 1939 löste das nationalsozialistische Regime den Verein auf und übergab nach Enteignung dessen Vermögen der Stadt Klagenfurt. Aus der Anstalt sollte ein „Nationalsozialistisches Studentenheim“ werden. Der Caritasverband musste die Zöglinge übernehmen. Die Buben wurden in der Probstei Tainach untergebracht, die Mädchen im Pfarrheim von Griffen.
Am 2. Juli 1942 erschien die Gestapo zu nächtlicher Stunde in der Probstei Tainach und holte mehr als 30 Zöglinge ab. Behinderte galten dem NS-Regime als „Lebensunwertes Leben“ und wurden im Rahmen der Aktion T4 bzw. später der Aktion Brandt in hoher Zahl ermordet. Die wenigen Überlebenden waren nach dem Ende des NS-Regimes wieder obdachlos, weil Ausweichheime anderweitig belegt waren und das Anstaltsgebäude in St. Martin von der britischen Besatzungsmacht beschlagnahmt worden war. Bischof Joseph Köstner stellte den Kindern und den betreuenden Ordensschwestern das Schloss Grades im Metnitztal zur Verfügung, neue Heimstätte des Josefinums bis 1954. Im Jahr 1945 wurde der ursprüngliche Verein wieder gegründet und bemühte sich um die Rückgabe des Stammhauses, die 1954 erzielt werden konnte. In den Jahren 1956 und 1957 wurde ein Um- und Zubau vorgenommen. Am 30. Oktober 1957 erhielt die Private Sonderschule das Öffentlichkeitsrecht.
1978 wurde auf einer Liegenschaft am Stadtrand von Klagenfurt mit dem Neubau einer großzügigen Anlage begonnen. Nach der Übersiedlung wurde das baufällige Heim in St. Martin abgerissen. Der Neubau wurde schließlich um eine große Mehrzweckhalle erweitert. Sport- und Spielplätze wurden angelegt, ebenso ein Reitplatz für heilpädagogisches Voltigieren. Im Jahr 2016 wurde ein Pellets-Heizhauses errichtet. 2018 wurden vor dem Grundstück, auf dem sich das alte Heim befand, von Gunter Demnig acht Stolpersteine für ermordete Zöglinge verlegt.

## Heutige Schwerpunkte
Das Projekt ist heute ein sozialpädagogisches und therapeutisches Zentrum für Kinder und Jugendliche im Alter von 6 bis 18 Jahren, „die aufgrund ihrer bisherigen Lebensgeschichte dringend sozialpädagogische, psychologische und therapeutische Hilfe benötigen“, so die Selbstdarstellung. Träger ist der Verein Josefinum Kärnten, die Finanzierung erfolgt überwiegend aus Mitteln der Kinder- und Jugendhilfe, teils auch aus der Behindertenhilfe. Es stehen Plätze für 110 Kinder und Jugendliche zur Verfügung. Psychische Stabilisierung und schulische Ausbildung stehen im Vordergrund. Die Wohngruppen bestehen aus jeweils zehn Kindern und Jugendlichen.
Dem Projekt angeschlossen ist eine private Allgemeine Sonderschule, die ebenfalls den Namen Josefinum trägt. In dieser katholischen Privatschule mit Öffentlichkeitsrecht werden derzeit 26 der 110 Kinder des Wohnprojekts unterrichtet.
Das Projekt wird unter anderem von der Privatstiftung Kärntner Sparkasse gefördert. Alljährlich wird ein Weihnachtsbazar veranstaltet.